# Norroy (Vosges)
Pour les articles homonymes, voir Norroy et Norrois.
Norroy est une commune française située dans le département des Vosges en région Grand Est. Malgré le changement officiel de sa dénomination, elle est souvent dénommée Norroy-sur-Vair, y compris dans certains documents officiels.
Ses habitants sont appelés les Nogarésiens.

## Géographie

### Localisation
Norroy est située à 5 km au nord-ouest de Vittel, sur un plateau qui sépare les vallées du Vair et du Petit Vair. L'altitude culmine au sud, à 454 mètres, dans le Bois de Châtillon.

### Géologie et relief
L'altitude culmine au sud, à 454 mètres, dans le Bois de Châtillon.

### Sismicité
Commune située dans une zone 1 de sismicité très e.

### Communes limitrophes
| Saint-Remimont   | Parey-sous-Montfort | They-sous-Montfort |
| Mandres-sur-Vair | Norroy              | Vittel             |
| Contrexéville    | Vittel              | Vittel             |

### Hydrographie et les eaux souterraines
Hydrogéologie et climatologie : Système d’information pour la gestion des eaux souterraines du bassin Rhin-Meuse :
Territoire communal : Occupation du sol (Corinne Land Cover); Cours d'eau (BD Carthage),
Géologie : Carte géologique; Coupes géologiques et techniques,
 Hydrogéologie : Masses d'eau souterraine; BD Lisa; Cartes piézométriques.

#### Réseau hydrographique
La commune est située dans le bassin versant de la Meuse au sein du bassin Rhin-Meuse. Elle est drainée par le Vair, le ruisseau le Petit Vair et le ruisseau d'Arceau,.
Le Vair, d'une longueur totale de 65,3 km, prend sa source dans la commune de Dombrot-le-Sec et se jette dans la Meuse à Maxey-sur-Meuse, en limite avec Greux, après avoir traversé 23 communes.

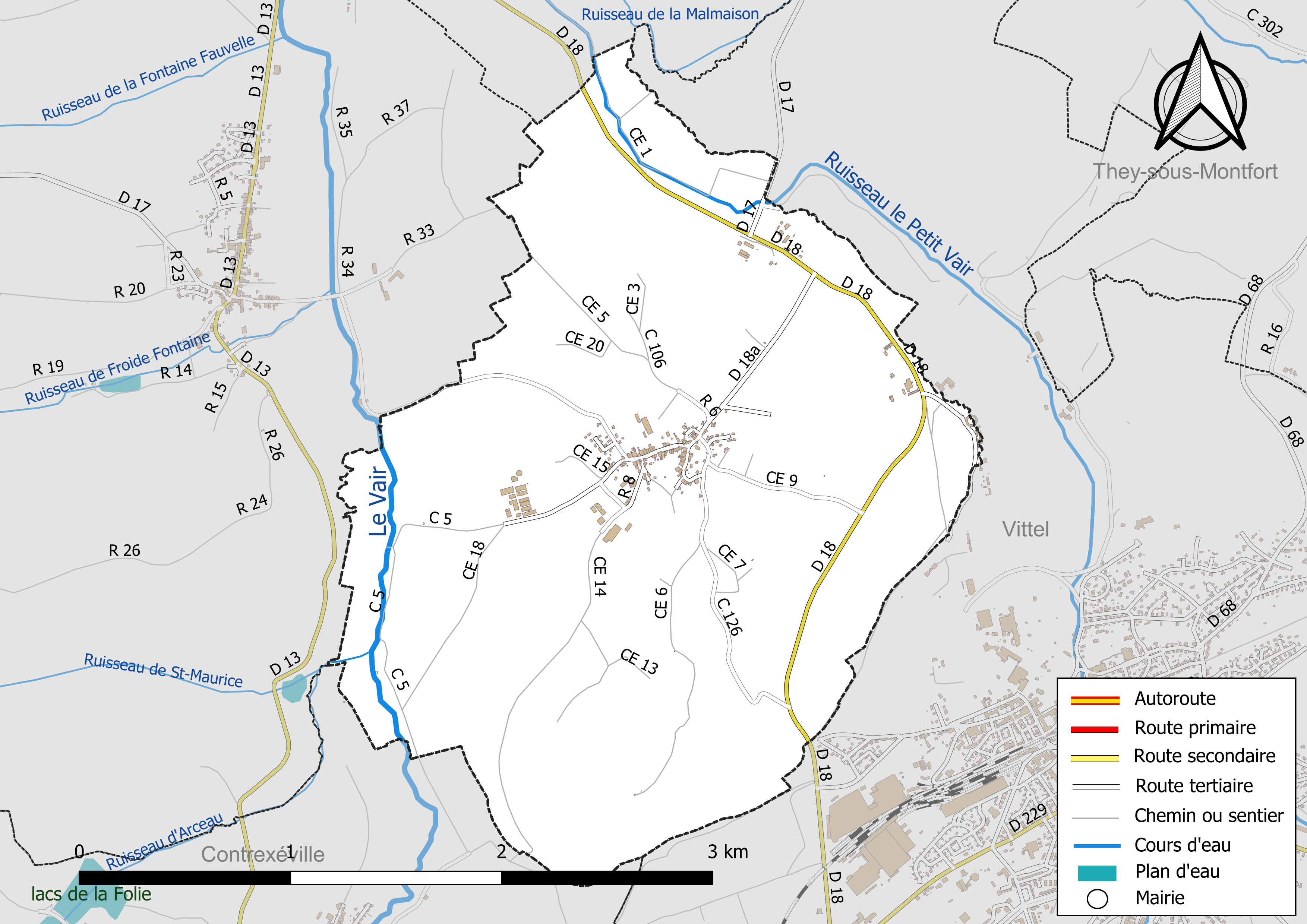
Réseaux hydrographique et routier de Norroy.

Le Petit Vair, d'une longueur totale de 15,6 km, prend sa source dans la commune de Thuillières et se jette dans le Vair à Saint-Remimont, en limite avec Belmont-sur-Vair, après avoir traversé six communes.

#### Gestion et qualité des eaux
Le territoire communal est couvert par le schéma d'aménagement et de gestion des eaux (SAGE) « Nappe des Grès du Trias Inférieur ». Ce document de planification, dont le territoire comprend le périmètre de la zone de répartition des eaux de la nappe des Grès du trias inférieur (GTI), d'une superficie de 1 497 km2,  est en cours d'élaboration. L’objectif poursuivi est de stabiliser les niveaux piézométriques de la nappe des GTI et atteindre l'équilibre entre les prélèvements et la capacité de recharge de la nappe. Il doit être cohérent avec les objectifs de qualité définis dans les SDAGE Rhin-Meuse et Rhône-Méditerranée. La structure porteuse de l'élaboration et de la mise en œuvre est le conseil départemental des Vosges.
La qualité des eaux de baignade et des cours d’eau peut être consultée sur un site dédié géré par les agences de l’eau et l’Agence française pour la biodiversité.

### Climat
Pour des articles plus généraux, voir Climat du Grand Est et Climat des Vosges.
En 2010, le climat de la commune est de type climat des marges montargnardes, selon une étude du Centre national de la recherche scientifique s'appuyant sur une série de données couvrant la période 1971-2000. En 2020, Météo-France publie une typologie des climats de la France métropolitaine dans laquelle la commune est exposée à un climat océanique altéré et est dans la région climatique  Lorraine, plateau de Langres, Morvan, caractérisée par un hiver rude (1,5 °C), des vents modérés et des brouillards fréquents en automne et hiver. 
Pour la période 1971-2000, la température annuelle moyenne est de 9,5 °C, avec une amplitude thermique annuelle de 17 °C. Le cumul annuel moyen de précipitations est de 932 mm, avec 12,7 jours de précipitations en janvier et 9,6 jours en juillet. Pour la période 1991-2020, la température moyenne annuelle observée sur la station météorologique de Météo-France la plus proche, « Lignéville », sur la commune de Lignéville à 6 km à vol d'oiseau, est de 10,3 °C et le cumul annuel moyen de précipitations est de 856,3 mm. 
La température maximale relevée sur cette station est de 38,7 °C, atteinte le 25 juillet 2019 ; la température minimale est de −17,5 °C, atteinte le 20 décembre 2009,,. 
Les paramètres climatiques de la commune ont été estimés pour le milieu du siècle (2041-2070) selon différents scénarios d'émission de gaz à effet de serre à partir des nouvelles projections climatiques de référence DRIAS-2020. Ils sont consultables sur un site dédié publié par Météo-France en novembre 2022.

## Urbanisme

### Typologie
Au 1er janvier 2024, Norroy est catégorisée commune rurale à habitat dispersé, selon la nouvelle grille communale de densité à sept niveaux définie par l'Insee en 2022.
Elle est située hors unité urbaine. Par ailleurs la commune fait partie de l'aire d'attraction de Vittel - Contrexéville, dont elle est une commune de la couronne,. Cette aire, qui regroupe 72 communes, est catégorisée dans les aires de moins de 50 000 habitants,.

### Occupation des sols
L'occupation des sols de la commune, telle qu'elle ressort de la base de données européenne d’occupation biophysique des sols Corine Land Cover (CLC), est marquée par l'importance des territoires agricoles (63,6 % en 2018), en diminution par rapport à 1990 (70,1 %). La répartition détaillée en 2018 est la suivante : 
prairies (34,9 %), forêts (28,4 %), terres arables (27,8 %), zones urbanisées (6,5 %), espaces verts artificialisés, non agricoles (1,5 %), zones agricoles hétérogènes (0,9 %). L'évolution de l’occupation des sols de la commune et de ses infrastructures peut être observée sur les différentes représentations cartographiques du territoire : la carte de Cassini (XVIIIe siècle), la carte d'état-major (1820-1866) et les cartes ou photos aériennes de l'IGN pour la période actuelle (1950 à aujourd'hui).

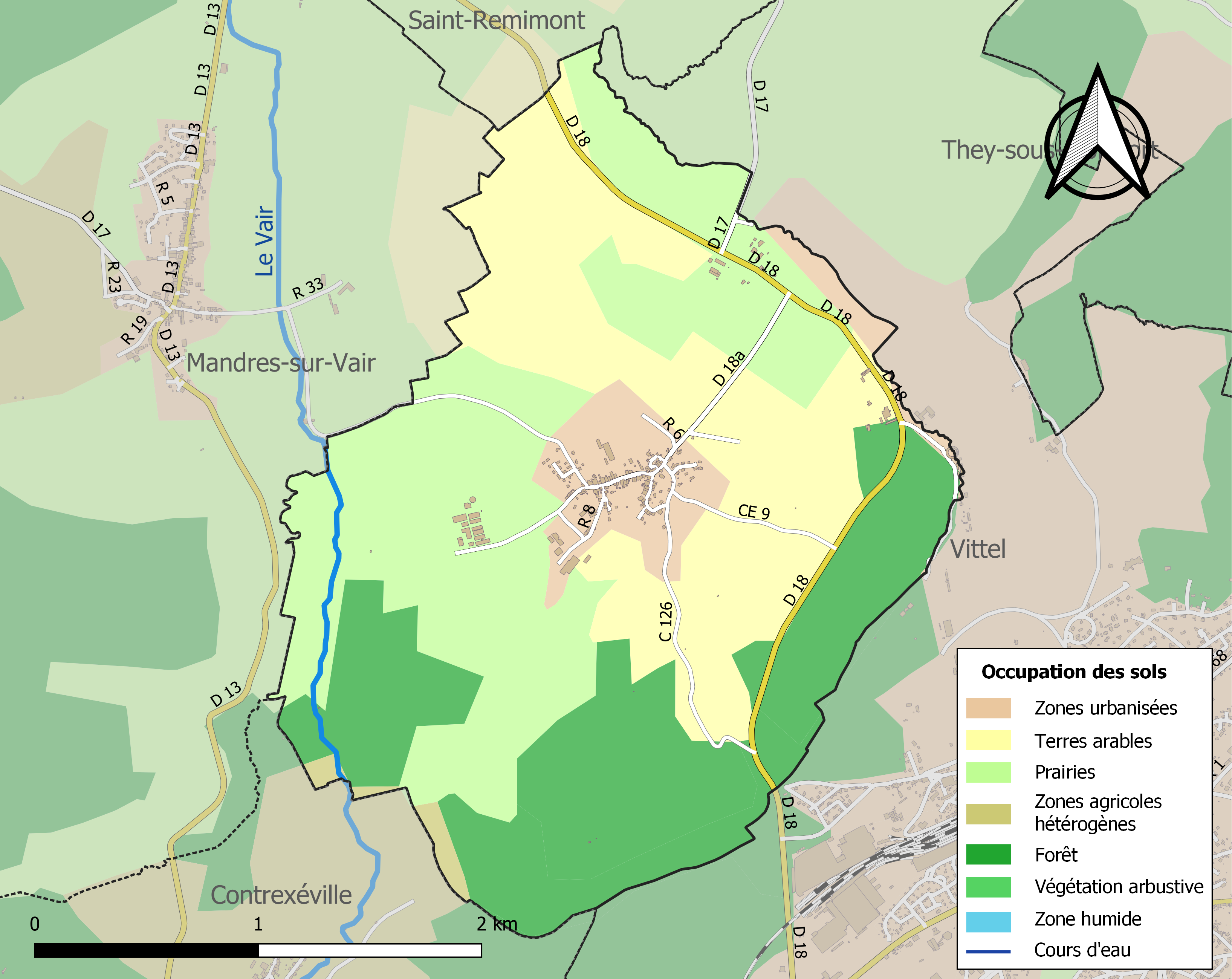
Carte des infrastructures et de l'occupation des sols de la commune en 2018 (CLC).

### Voies de communications et transports

#### Voies routières
- La commune est desservie par la départementale D 18a, allant du croisement avec la D 18 à la mairie. Il existe également deux routes communales, la VC 126, permettant de rejoindre Norroy à Vittel plus rapidement et la VC 304 permettant de relier Norroy à Mandres-sur-Vair.
- Autoroute A31 : Échangeurs Bulgnéville, Châtenois, Robécourt.

#### Transports en commun

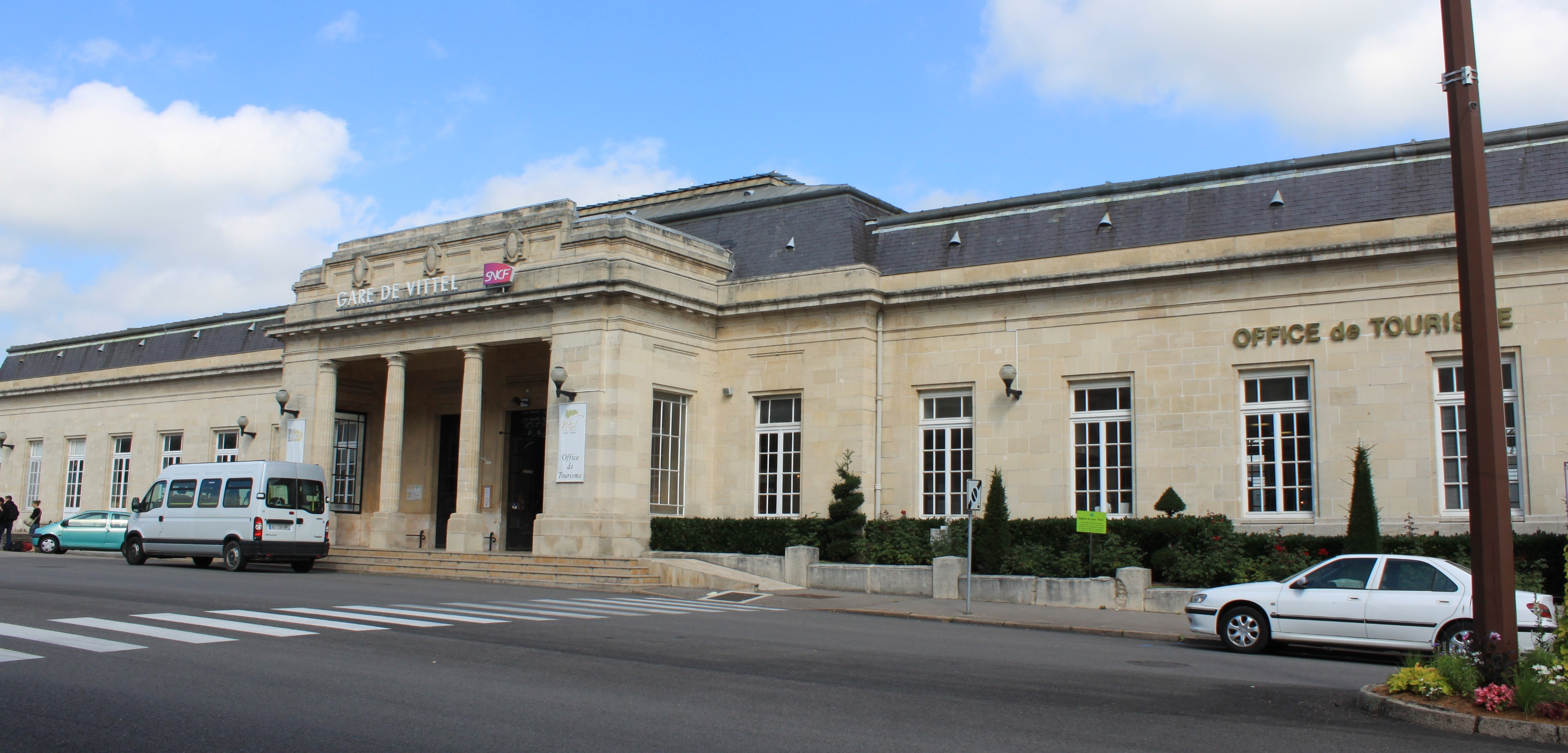
Gare de Vittel.

- Fluo Grand Est.

#### Lignes SNCF
- Gare de Contrexéville
- Gare de Vittel
- Gare de Neufchâteau
- Gare de Merrey

## Toponymie
Le nom de la localité est attesté sous les formes Nouverei (XIe siècle) ; ? Noavium (1116) ; Noroy (1179) ; Wido de Noreio (XIIe siècle) ; Nouroi (1211) ; Noeroi (1226) ; G. miles dictus de Noyray (1242) ; Nouroy (1295) ; Templarii de Noeroit (XIIIe siècle) ; Noroit (1325) ; De Noereyo prope Vittelum (1402) ; « Eccl. de Noreto in decanatu de Vitello » (1429) ; Nourau (1459) ; Noueroy (avant 1466) ; Noeroy (1471) ; Nourault (1554) ; Nourois (1575) ; Norrault (1577) ; Nourroy (1594) ; Norrois (1711) ; Nauroy sur Verre (1737) ; Norroy sur Verre (1751) ; Noroy, Nogaretum (1768).

Son nom serait issu du bas latin Nucaretum, de l'oïl *noerei, *noeroi, *noeray et serait l'indication d'un lieu planté de noyers, « ensemble de noyers » ou issu du latin neretum « lieu des rosiers rouges ».

## Histoire

Les travaux de la concession de Norroy.

La commune de Norroy-sur-Vair possédait une commanderie, qui aurait été donnée aux templiers par Henri, comte de Vaudémont. La commune était aux mains pour deux tiers des ducs de Lorraine et pour un tiers à celles du commandeur de Robécourt. 
La commune dépendait en 1751 du bailliage et de la maîtrise de Bourmont, et en 1790 du district de Lamarche et du canton de Mandres.
Des mines de charbon sont exploitées de manière irrégulière par différentes compagnies entre les années 1820 et les années 1920.
Au spirituel, Norroy-sur-Vair était une annexe de la paroisse de Mandres-sur-Vair, dépendant de la cure de Bulgnéville.
La commune de Norroy-sur-Vair possédait une commanderie qui dépendait de la Commanderie de Robécourt, laquelle possédait la partie Nord-Est du village appelée encore " La Commanderie". Elle aurait été donnée aux templiers par Henri, comte de Vaudémont. Elle fut détruite et vendue pierre par pierre dans les années 1990 pour construire un terrain de basket.

## Politique et administration

### Liste des maires
| Période                                  | Période                       | Identité         | Étiquette | Qualité                            |
| ---------------------------------------- | ----------------------------- | ---------------- | --------- | ---------------------------------- |
| Les données manquantes sont à compléter. |                               |                  |           |                                    |
| mars 1977                                | mars 1989                     | Roger Blaison    | DVG       | Dessinateur, conducteur de travaux |
|                                          | mars 2001                     | François Blaison |           |                                    |
| mars 2001                                | En cours (au 18 février 2015) | Annette Marchal  |           | Retraitée de la fonction publique  |

### Situation administrative
À la suite de la réforme sur les intercommunalités, Norroy intègre la communauté de communes de Vittel-Contrexéville en 2013 en lieu et place de celle de Bulgnéville entre Xaintois et Bassigny après 20 ans de collaboration.

### Budget et fiscalité 2022

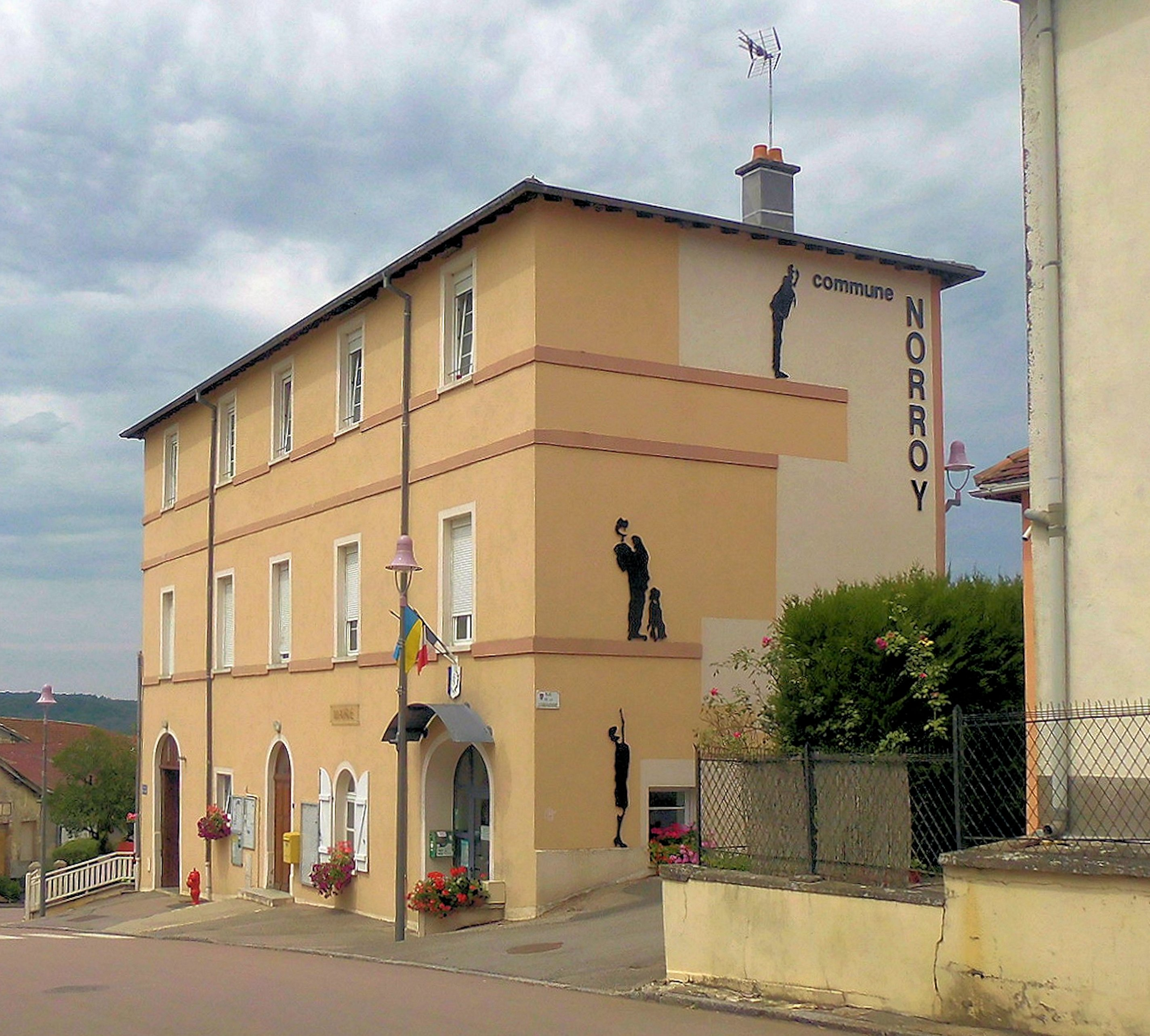
La mairie.

En 2022, le budget de la commune était constitué ainsi :
- total des produits de fonctionnement : 211 000 €, soit 957 € par habitant ;
- total des charges de fonctionnement : 191 000 €, soit 866 € par habitant ;
- total des ressources d'investissement : 260 000 €, soit 1 175 € par habitant ;
- total des emplois d'investissement : 270 000 €, soit 1 219 € par habitant ;
- endettement : 354 000 €, soit 1 600 € par habitant.

Avec les taux de fiscalité suivants :
- taxe d'habitation : 24,36 % ;
- taxe foncière sur les propriétés bâties : 38,38 % ;
- taxe foncière sur les propriétés non bâties : 26,62 % ;
- taxe additionnelle à la taxe foncière sur les propriétés non bâties : 38,75 % ;
- cotisation foncière des entreprises : 15,95 %.

Chiffres clés Revenus et pauvreté des ménages en 2021 : médiane en 2021 du revenu disponible, par unité de consommation : 25 190 €.

## Population et société

### Démographie

#### Évolution démographique
L'évolution du nombre d'habitants est connue à travers les recensements de la population effectués dans la commune depuis 1793. Pour les communes de moins de 10 000 habitants, une enquête de recensement portant sur toute la population est réalisée tous les cinq ans, les populations de référence des années intermédiaires étant quant à elles estimées par interpolation ou extrapolation. Pour la commune, le premier recensement exhaustif entrant dans le cadre du nouveau dispositif a été réalisé en 2004.

En 2022, la commune comptait 208 habitants, en évolution de −7,56 % par rapport à 2016 (Vosges : −2,96 %, France hors Mayotte : +2,11 %).
| 1793 | 1800 | 1806 | 1821 | 1831 | 1836 | 1841 | 1846 | 1856 |
| ---- | ---- | ---- | ---- | ---- | ---- | ---- | ---- | ---- |
| 391  | 402  | 446  | 443  | 471  | 486  | 480  | 450  | 370  |

| 1861 | 1866 | 1876 | 1881 | 1886 | 1891 | 1896 | 1901 | 1906 |
| ---- | ---- | ---- | ---- | ---- | ---- | ---- | ---- | ---- |
| 362  | 363  | 383  | 346  | 328  | 295  | 285  | 298  | 320  |

| 1911 | 1921 | 1926 | 1931 | 1936 | 1946 | 1954 | 1962 | 1968 |
| ---- | ---- | ---- | ---- | ---- | ---- | ---- | ---- | ---- |
| 323  | 275  | 281  | 265  | 254  | 251  | 260  | 257  | 269  |

| 1975 | 1982 | 1990 | 1999 | 2004 | 2006 | 2009 | 2014 | 2019 |
| ---- | ---- | ---- | ---- | ---- | ---- | ---- | ---- | ---- |
| 241  | 276  | 313  | 276  | 244  | 231  | 238  | 230  | 215  |

| 2022 | - | - | - | - | - | - | - | - |
| ---- | - | - | - | - | - | - | - | - |
| 208  | - | - | - | - | - | - | - | - |

### Enseignement
Établissements d'enseignements :
- Écoles maternelles et primaires à Mandres-sur-Vair, Vittel, Contrexéville, Saint-Remimont.
- Collèges à Mandres-sur-Vair, Vittel, Contrexéville, Châtenois, Martigny-les-Bains.
- Lycées à Mandres-sur-Vair, Contrexéville, Mirecourt, Neufchâteau.

### Santé
Professionnels et établissements de santé :
- Médecins à Vittel, Contrexéville, Bulgnéville, Remoncourt, Châtenois.
- Pharmacies à Vittel, Contrexéville, Bulgnéville, Remoncourt, Châtenois, Gironcourt-sur-Vraine.
- Hôpitaux à Vittel, Mattaincourt, Mirecourt, Lamarche.

### Cultes
- Culte catholique, Paroisse Saint-Basle-de-la-Plaine[33], Diocèse de Saint-Dié.

## Économie

### Entreprises et commerces

#### Agriculture
- Élevage de vaches laitières.
- Élevage d'autres bovins et de buffles.
- Élevage d'ovins et de caprins.
- Élevage de porcins.

#### Tourisme
- Hébergements et restauration à Vittel, Contrexéville, Bulgnéviller, Gironcourt-sur-Vraine, Châtenois.
- Colonie de vacances à la ferme[34].

#### Commerces
- Commerces et services de proximité.

## Culture locale et patrimoine

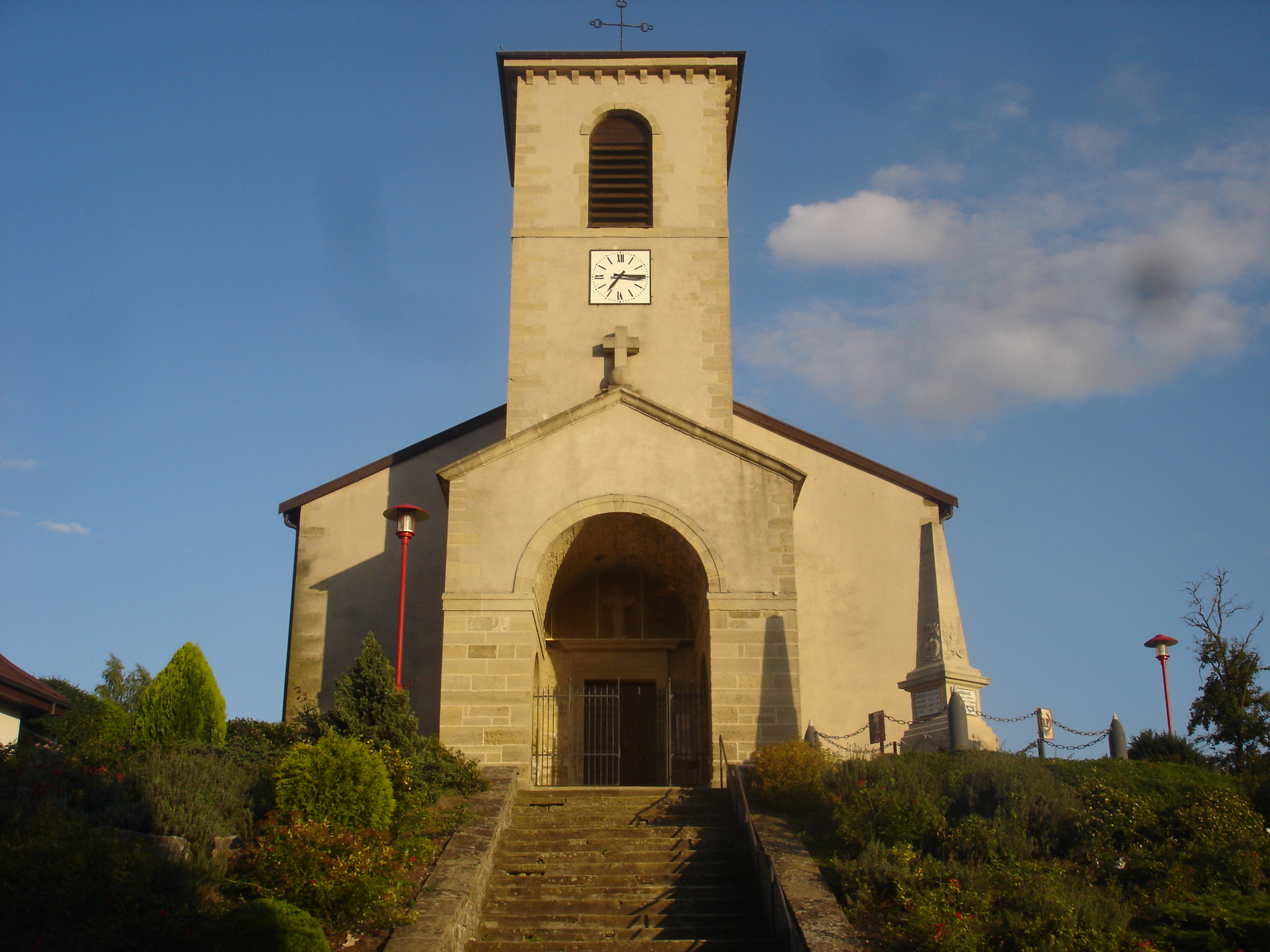
L'église Saint-Evre.
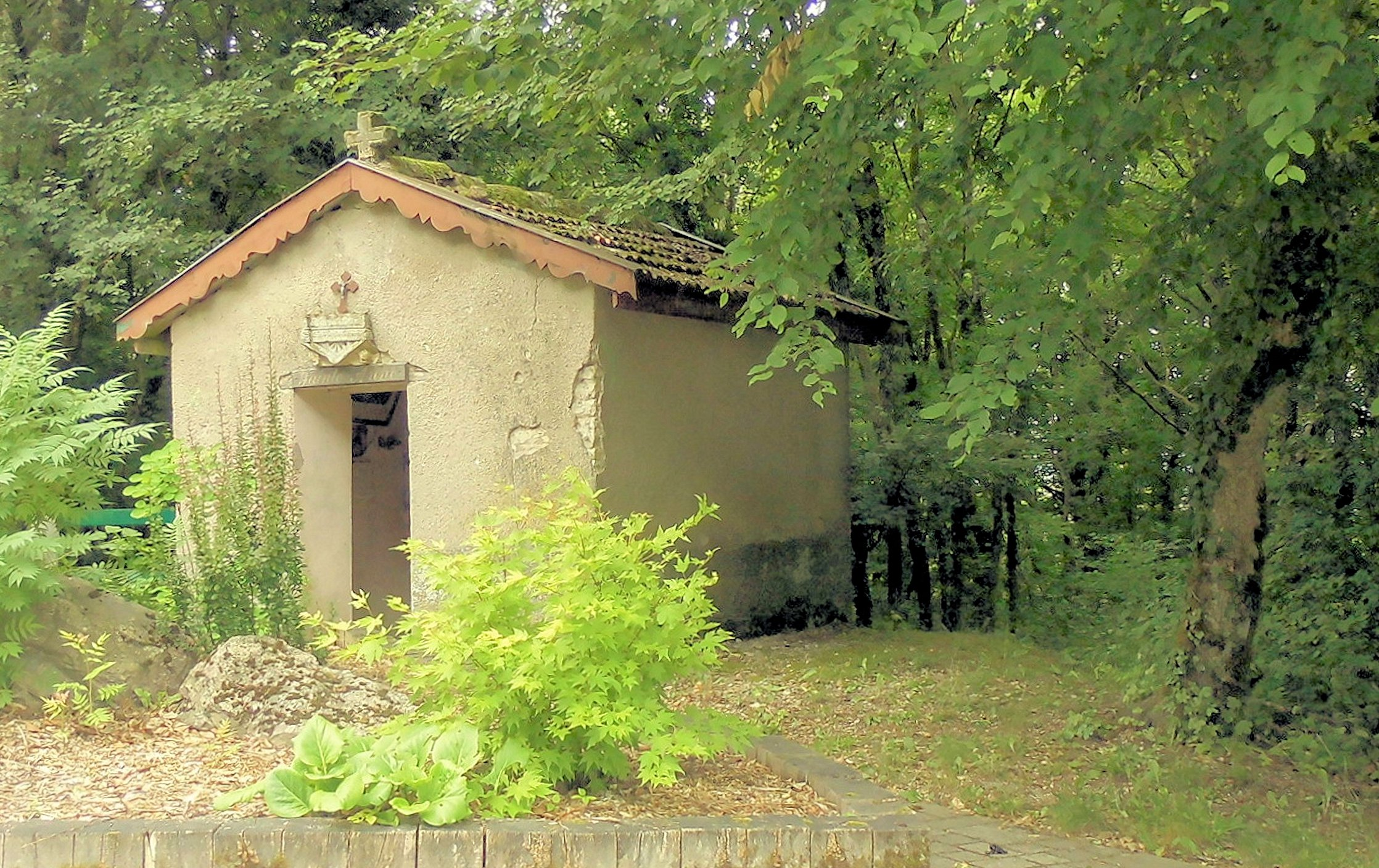
La chapelle Sainte-Anne.
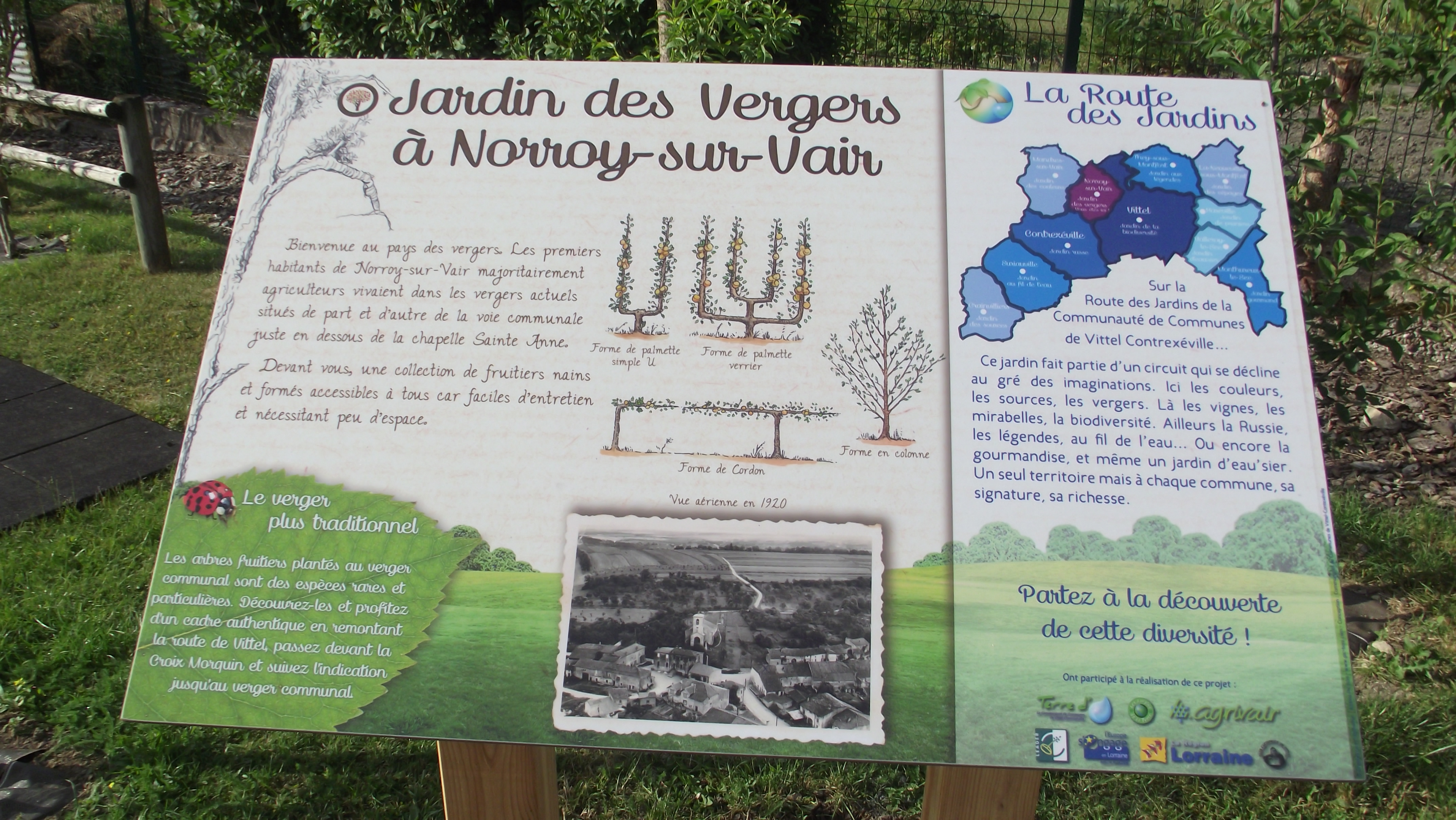
Panneau "la route des Jardins" : le Jardin des Vergers de Norroy[35].

### Lieux et monuments
- Église Saint-Èvre, d'origine romane, reconstruite au XIXe siècle.
- La chapelle Sainte-Anne, restaurée avec le soutien de la Fondation du patrimoine[36],[37].
- Les vestiges miniers liées à l'exploitation du charbon sur la colline du Haut de Charmont[22].
- Patrimoine architectural rural recensé par le service de l'Inventaire général du patrimoine culturel[38].
- L'intercommunalité de Vittel-Contrexéville a mis en place une "Route des Jardins" qui a pour but de donner à chaque commune de la communauté une identité via la faune et la flore. À Norroy, il s'agit du "Jardin des Vergers".
- Monument aux morts Guerre 1914-1918[39],[40].

Vestiges miniers du Haut de Charmont.
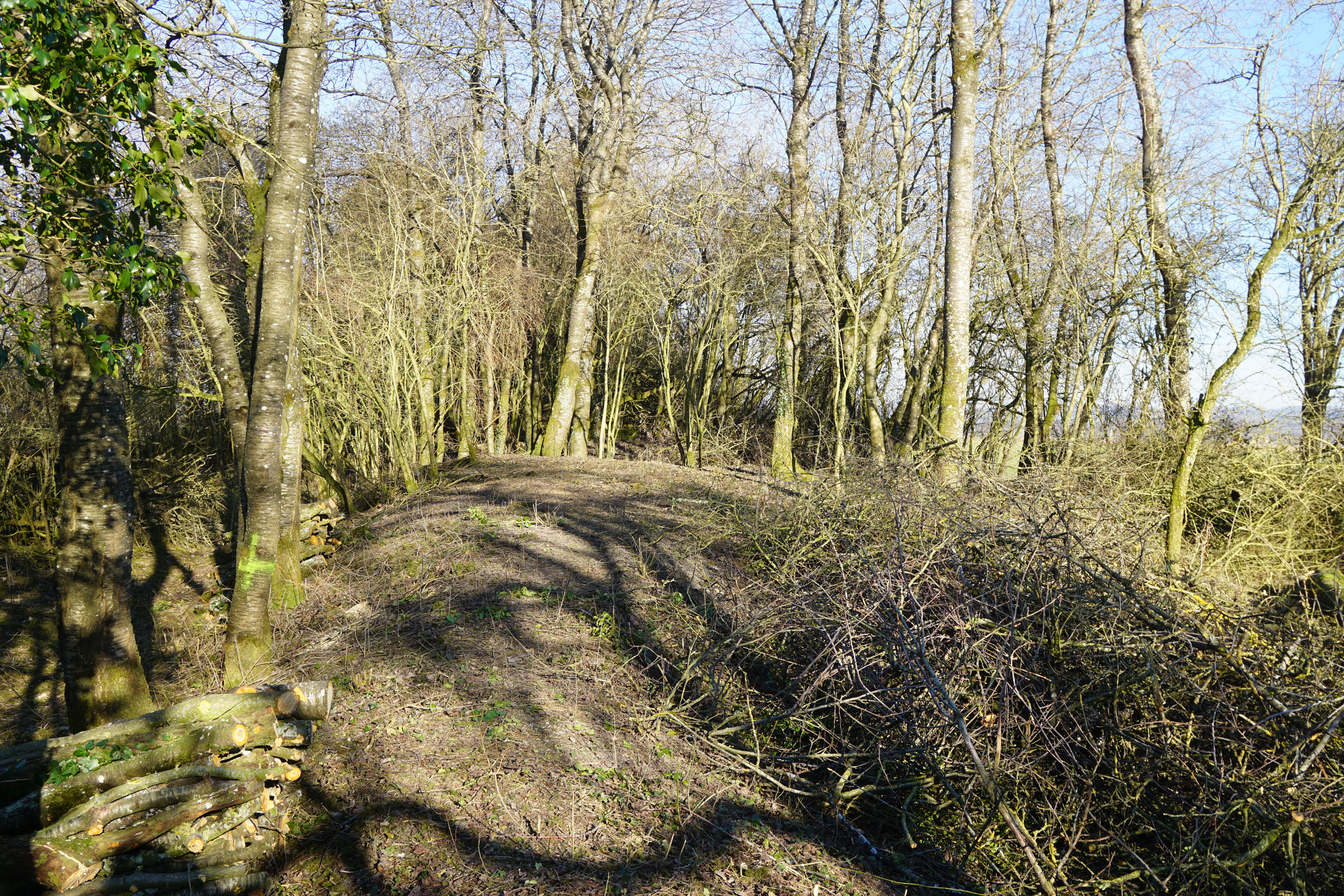
Sous les branchages, l'entonnoir formé par le puits central de Charmont.
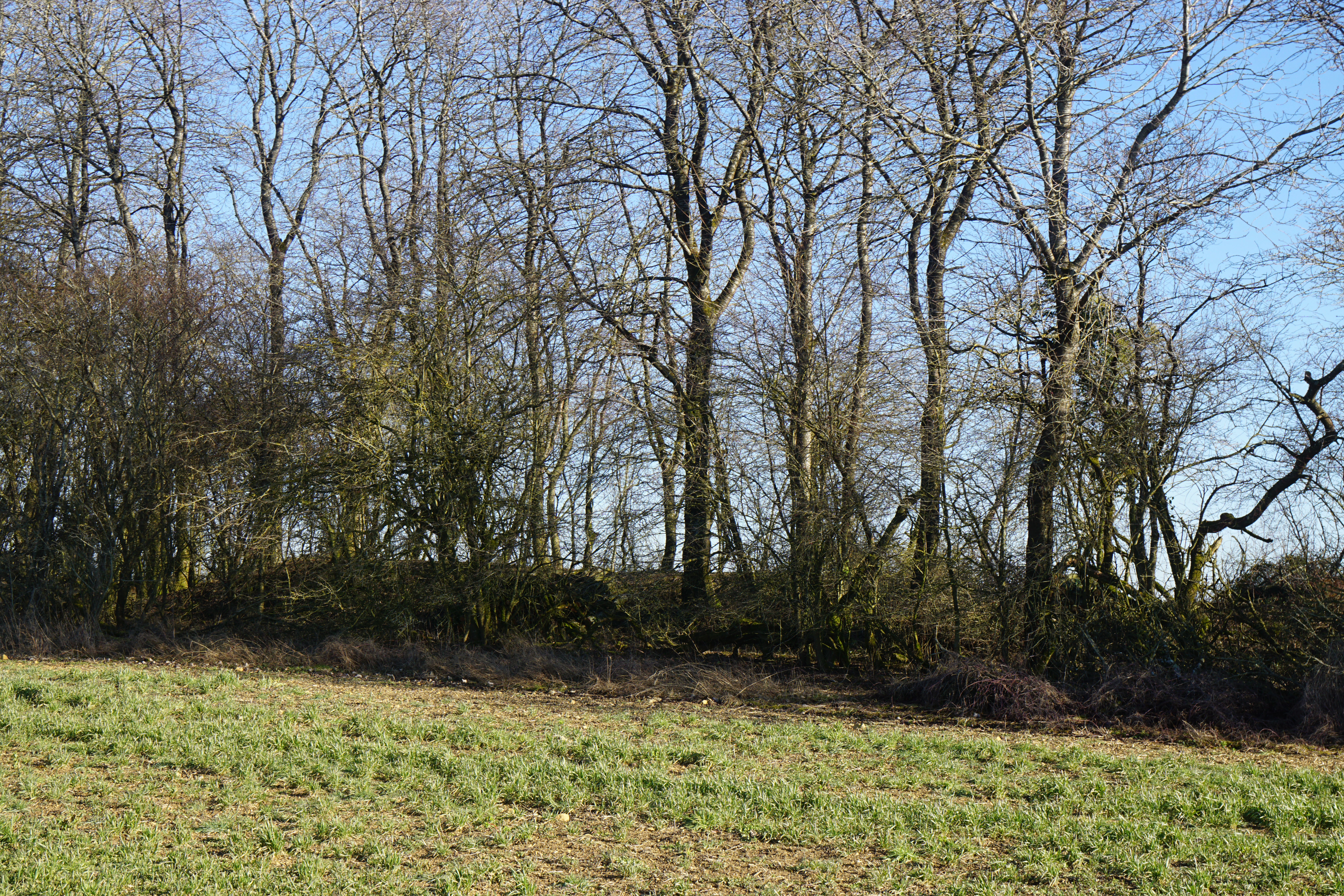
Le terril du puits central de Charmont.
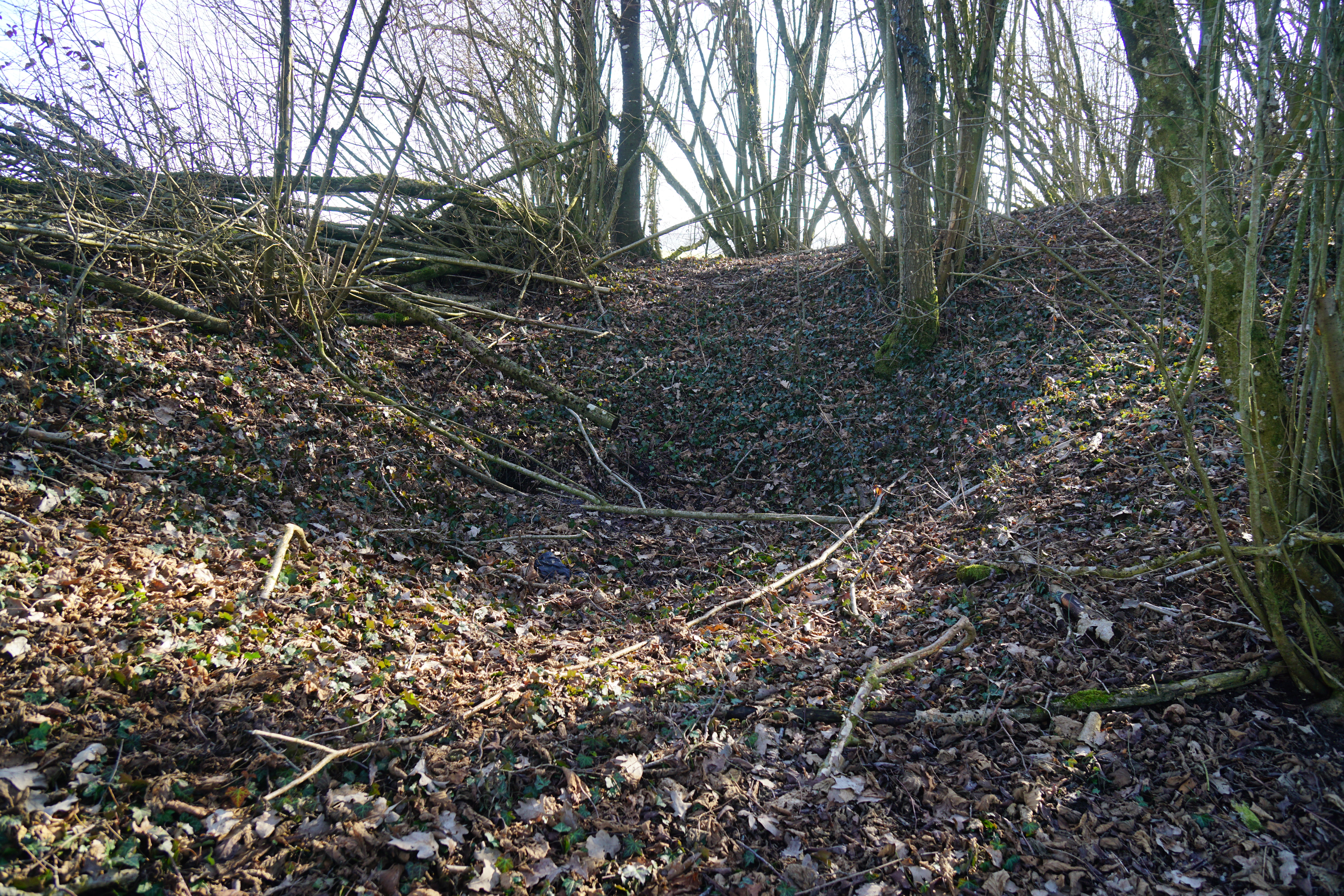
L'entonnoir formé par le puits nord de Charmont.
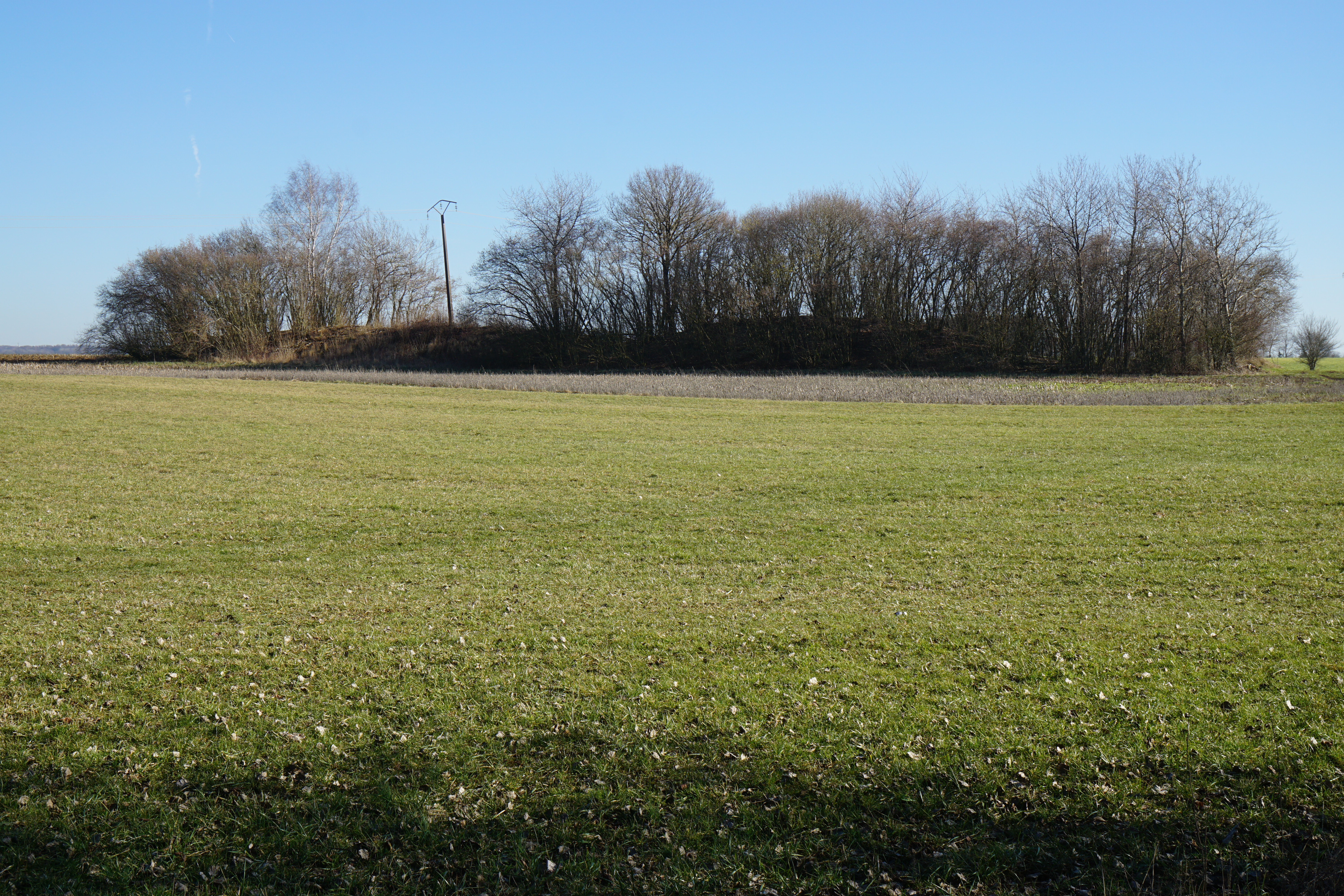
Le terril du puits nord de Charmont.

### Héraldique
| Blason | Blasonnement : D'argent au noyer terrassé de sinople, au chef parti au 1° de gueules à la mitre d'or, au 2° parti d'argent et de gueules à la croisette pattée de l'un en l'autre. Commentaires : Le noyer terrassé évoque la localité sur sa butte. La mitre indique que c'est saint Epvre le patron de la paroisse. La croix pattée rappelle les templiers qui avaient des biens à Norroy. |

## Pour approfondir